# Урочище «Язвін-3» (одинокий дуб черешчатий 280 р.)
Урочище «Язвін-3» (одинокий дуб черешчатий 280 р.) — ботанічна пам'ятка природи місцевого значення. Об'єкт розташований на території Овруцького району Житомирської області, ДП «Овруцький спецлісгосп», Ситовецьке лісництво, кв. 10, вид. 22.
Площа — 0,01 га, статус отриманий у 1967 році.